# Бранденбург (ГДР)

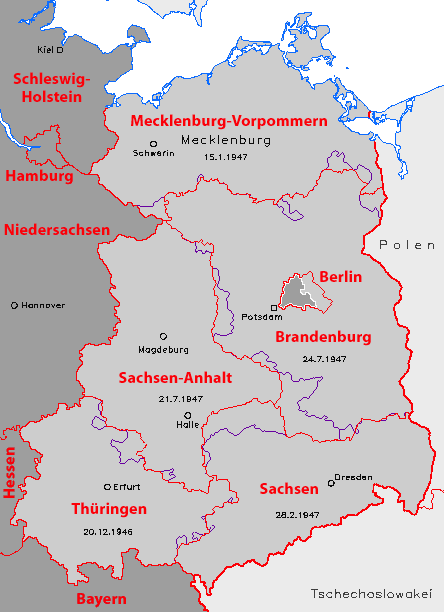
Границы земли Бранденбург в 1947 году (синим) и в 1990 году (красным)

Земля Бранденбург (нем. Land Brandenburg) — административная единица на территории советской зоны оккупации Германии и позднее в составе Германской Демократической Республики. Была образована в 1946 году на территории бывшей прусской провинции Бранденбург. В июле 1952 года в результате административной реформы в ГДР земля Бранденбург была реорганизована и преобразована в три округа в составе ГДР: Котбус, Потсдам и Франкфурт.

## Образование
В 1946 году в состав земли Бранденбург на территории советской зоны оккупации Германии вошли округа Потсдам и Франкфурт, входившие в прусский Бранденбург на западном берегу Одера. Земли Ноймарка на восточном берегу Одера были переданы в состав Польши. С ликвидацией Свободного государства Пруссии законом Контрольного совета № 46 от 25 февраля 1947 года Бранденбург официально перестал быть частью Пруссии. Земля Бранденбург сохранилась и после образования ГДР в 1949 году.

## Правительство
В мае 1945 года Вальтер Ульбрихт поручил формирование провинциальной администрации Бернхарду Бехлеру, некогда члену НСДАП, вступившему в советском плену в Союз германских офицеров. 29 июня новый состав администрации провинции, утверждённый маршалом Г. К. Жуковым, приступил к работе. В состав Президиума провинции Бранденбург вошли Карл Штейнхоф (СДПГ), Эдвин Гёрнле (КПГ) и Бернхард Берхлер (КПГ) в качестве заместителей, а также Фриц Рюккер (СДПГ) и беспартийный Георг Ремак.
Первые перемены в составе правительства произошли уже в сентябре 1945 года. Коммунист Генрих Рау сменил в Президиуме Гёрнле, Ремак, отказавшийся подписать распоряжение о проведении земельной реформы от 6 сентября 1945 года, был снят приказом Советской военной администрации в Германии, на его место был назначен Франк Шлейзенер (ХДС).
В 1946 году СВАГ созвал Консультативное собрание, призванное стать парламентом в Бранденбурге. Депутаты нового ландтага Бранденбурга собрались на первое заседание после выборов осенью 1946 года. После выборов в ландтаг Президиум сменило земельное правительство, в состав которого вошли семь министров, которыми стали члены Президиума за исключением Франка Шлейзенера.
В 1949 году правительство Бранденбурга возглавил Рудольф Ян. Начиная с 1948 года земли в советской зоне оккупации последовательно утрачивали свои компетенции, и значение земельного правительства снижалось. Последний состав ландтага Бранденбурга в составе ГДР был избран в 1950 году по единому списку Национального фронта ГДР.

## Ликвидация
В рамках административной реформы в ГДР 1952 года земля Бранденбург была распущена с формированием на её территории трёх округов: Котбус, Потсдам и Франкфурт-на-Одере. Район Перлеберг вошёл в состав округа Шверин, а районы Пренцлау и Темплин — к округу Нойбранденбург. После объединения Германии в 1990 году новая земля Бранденбург в целом сохранила границы 1952 года.

## Премьер-министры земли Бранденбург в ГДР
- 1946—1949 Карл Штейнхоф (СЕПГ)
- 1949—1952 Рудольф Ян (СЕПГ)